# Wolyzja (Lwiw, Rawa-Ruska)
Wolyzja (ukrainisch Волиця; russisch Волица Woliza, polnisch Wólka Mazowiecka bzw. älter Wulka Mazowiecka, früherer Name Wilky-Masowezki (Вільки-Мазовецькі)) ist ein Dorf im Westen der ukrainischen Oblast Lwiw mit etwa 2200 Einwohnern (2001).
Das erstmals 1513 schriftlich erwähnte Dorf
gehörte von der Ersten Polnischen Teilung 1772 an bis zum Ende des Ersten Weltkrieges zum österreichischen Kronland Galizien. Bei Kriegsende fiel es an die Zweite Polnische Republik, wo es zur Powiat Rawa-Ruska in der Woiwodschaft Lwów gehörte. Nach dem Zweiten Weltkrieg gehörte das Dorf zur Ukrainischen Sozialistische Sowjetrepublik innerhalb der Sowjetunion und seit 1991 ist das Dorf Teil der unabhängigen Ukraine.
Am 12. Juni 2020 wurde das Dorf ein Teil der neu gegründeten Stadtgemeinde Rawa-Ruska im Rajon Lwiw, bis dahin war es die einzige Ortschaft der gleichnamigen, 3,8446 km² großen Landratsgemeinde im Norden des Rajon Schowkwa.
Das Dorf liegt im Osten Galiziens am linken Ufer der Rata, einem 76 km langen, linken Nebenfluss des Bugs, 32 km nordwestlich vom ehemaligen Rajonzentrum Schowkwa, 19 km östlich von Rawa-Ruska und 64 km nordwestlich vom Oblastzentrum Lwiw.

## Söhne und Töchter der Ortschaft
- Mychajlo Wosnjak (1881–1954), Literaturkritiker, Literaturhistoriker